# 1947年5月20日日食
1947年5月20日日食是一次日全食，發生於1947年5月20日。新月當天（即朔日），地球上觀測到月球和太阳的角距離極小，此時月球如果恰好在月球交點附近，穿過太阳和地球之間，與地球、太阳接近一直線，則會出現日食。月球本影接觸地表而使該區域完全得不到陽光，就會形成日全食，同時在本影兩側數千公里的半影範圍內遮擋部分陽光，形成日偏食。此次日全食經過了智利、阿根廷、巴拉圭、巴西、利比里亚、法屬西非、英屬黃金海岸、法屬多哥蘭、英屬奈及利亞、法屬喀麥隆、法屬赤道非洲、比屬剛果、英屬烏干達、英屬坦加尼喀、英屬肯亞，日偏食則覆蓋了南美洲大部分、非洲大部分及周邊部分地區。

## 日食概況

### 出現區域
太平洋東南部、智利胡安·費爾南德斯群島東南約320公里的洋面在日出時最先看到日全食，隨後月球本影向東北劃過南美洲，進入大西洋，在阿森松岛西北約1100公里的洋面達到最大食分。此後本影逐漸轉為向東，擦過西非的幾內亞灣沿岸後向東偏南移動，在日落時分劃過維多利亞湖並結束於英屬肯亞（今肯尼亚）和英屬坦加尼喀（今屬坦桑尼亚）交界處。全過程中，本影完全覆蓋了一個主權國家首都——智利圣地亚哥，及三個地區首府——英屬黃金海岸阿克拉（今加纳首都）、法屬多哥蘭洛美（今多哥首都）、英屬奈及利亞拉哥斯。此外，當時隸屬法屬西非的今科特迪瓦經濟首都阿比让、贝宁首都波多诺伏和實際行政中心科托努也被本影完全覆蓋，而隸屬法屬赤道非洲的今中非共和國首都班基則位於全食帶北緣，其南郊能看到日全食。南美洲最高峰阿空加瓜山位於全食帶北緣，山頂和南坡能看到日全食，而北坡能看到食分接近1的日偏食，世界三大瀑布之一的伊瓜蘇瀑布也被本影完全覆蓋。
本影經過的陸地包括：
- 智利：馬烏萊大區西北角、奧伊金斯將軍解放者大區西北半部、瓦爾帕萊索大區南部、圣地亚哥首都大区除北端和東南部外的大部；
- 阿根廷：第一次入境經過門多薩省北部、聖胡安省南部、聖路易省北部、拉里奧哈省南部、科尔多瓦省西北部、圣地亚哥-德尔埃斯特罗省東南部、聖大非省北部、查科省東南部、科連特斯省西北部、福爾摩沙省南端，第二次入境擦過米西奧內斯省北端；
- 巴拉圭：涅恩布庫省除北部外的大部、米西奧內斯省除東南部外的大部、巴拉瓜里省除北部外的大部、中央省極南端、科迪勒拉省南端、伊塔普阿省西北部、卡薩帕省、瓜伊拉省、卡瓜蘇省除西北部外的大部、上巴拉那省除東南部和極西北角外的大部、卡寧德尤省東南部；
- 巴西：擦過南馬托格羅索州南端，自西南向東北斜貫帕拉拿州西北部、聖保羅州中部偏北、米納斯吉拉斯州中部偏北、巴伊亞州中部偏東，經過塞爾希培州東南部和阿拉戈斯州東南部；
- 利比里亚：大巴薩縣南部、里弗塞斯縣中南部、錫諾縣、寧巴縣南部、大吉德縣中南部、大克魯縣除東南部外的大部、吉河縣、馬里蘭縣中北部；
- 法屬西非：第一次入境經過今科特迪瓦南部，第二次入境經過贝宁南部；
- 英屬黃金海岸：今加纳西部地區除南部和北端外的大部、布朗阿哈福地區南部、阿散蒂地區中南部、中部地區中北部、東部地區除北部外的大部、大阿克拉地區、沃爾特地區南部；
- 法屬多哥蘭：今多哥高原區南部和濱海區；
- 尼日利亚殖民地：今奈及利亞拉各斯州、奧貢州南部、翁多州南部、埃多州南半部、三角州除南端和東北部外的大部、巴耶爾薩州北部、河流州北部、伊莫州、埃努古州南半部、阿比亞州除南部外的大部、阿夸伊博姆州北半部、埃邦伊州中南部、克里斯河州除北部和極南端外的大部；
- 法属喀麦隆：自西向東橫貫今喀麦隆西南區中部偏北，經過西北區南部、濱海區北部、西部區除東北部外的大部，橫貫中部區中部偏北和東部區中部偏北；
- 法屬赤道非洲：自西向東橫貫今中非共和國西南部並擦過刚果共和国北部；
- 比屬剛果：自西北向東南斜貫今刚果民主共和国赤道省北部和東方省（英语：Orientale Province）後經過北基伍省北部；
- 烏干達保護國：自西北向東南斜貫今乌干达西部區中部偏南和中部區南部後經過東部區南部的維多利亞湖水域；
- 英屬坦加尼喀（英语：Tanganyika Territory）：今坦桑尼亚卡蓋拉區東北部、馬拉區北半部、阿魯沙區北部；
- 英屬肯亞（英语：British Kenya）：今肯尼亚尼揚扎省的霍馬灣郡西南半部、米戈利郡、基西郡西南半部、尼亞米拉郡極南端，裂谷省的納羅克郡中南部、博美特郡南部、卡耶亞多郡西部，东部省的馬查科斯郡西南角。[3][4]

除了狹窄的全食帶內能看見日全食之外，月球半影覆蓋範圍內都能看到日偏食，包括南美洲除西北部外的大部，非洲除法属突尼斯（今突尼西亞）北端、马达加斯加島中東部及其以東島嶼外的大部分，欧洲的西班牙南部，亚洲的阿拉伯半岛中西部，南极洲的南極半島北端。

### 基本參數
- 類型：日全食
- 食甚中心處（位於阿森松岛西北約1100公里的大西洋中部）資料：
  - 時間：1947年5月20日13:47:19.1
  - 地點：0°11.3′N 21°22.0′W / 0.1883°N 21.3667°W
  - 食分：1.0557（全食帶內最大）
  - 日全食持續時間：5分13.5秒

## 觀測
加拿大皇家天文學會派觀測隊前往巴西阿拉沙做了觀測。但在日全食出現的當天上午，天空都被雲層覆蓋，儘管初虧（偏食階段開始）時雲層的縫隙中露出了一絲太阳光，但此後天氣並未好轉。日食在當天中午結束，而下午天空才開始放晴。觀測隊最終記錄了日食期間風和天空亮度的變化。澳大利亚的射电天文学家原計劃前往巴西進行射电觀測，以推動澳大利亚的射电天文学的發展。但由於當時從澳大利亚將觀測儀器運往巴西只能經由英国伦敦中轉，來不及在日全食之前運抵巴西，最終放棄了觀測計劃。而苏联的觀測隊在巴西成功完成了射电觀測。

## 相關的日食

### 1946-1949年的日食
月球交替位於相對的月球交點時，以半個交點年（食年），即約177天又4小時間隔出現下列日食。
註：1946年1月3日和1946年6月29日的日偏食屬於上一組交點年系列。
| 升交點   | 升交點                   |          | 降交點                    | 降交點 |
| 沙羅周期 | 地圖                     | 沙羅周期 | 地圖                      |        |
| 117      | 1946年5月30日 偏食（南） | 122      | 1946年11月23日 偏食（北） |        |
| 127      | 1947年5月20日 全食       | 132      | 1947年11月12日 環食       |        |
| 137      | 1948年5月9日 環食        | 142      | 1948年11月1日 全食        |        |
| 147      | 1949年4月28日 偏食（北） | 152      | 1949年10月21日 偏食（南） |        |

### 沙羅周期
沙羅週期長度為18年11天。本次日食屬於沙羅週期127，共包含82次日食，依次為991年10月10日至1334年5月4日的20次日偏食、1352年5月14日至2091年8月15日的42次日全食、2109年8月26日至2416年2月29日的20次日偏食，總共歷時1460.44年。其中最長的全食發生於1532年8月30日，共持續了5分40秒。
下表列舉了1901年至2100年間發生的屬於該周期的日食，是第52至62次：
| 52            | 53            | 54            |
| ------------- | ------------- | ------------- |
| 1911年4月28日 | 1929年5月9日  | 1947年5月20日 |
| 55            | 56            | 57            |
| 1965年5月30日 | 1983年6月11日 | 2001年6月21日 |
| 58            | 59            | 60            |
| 2019年7月2日  | 2037年7月13日 | 2055年7月24日 |
| 61            | 62            |               |
| 2073年8月3日  | 2091年8月15日 |               |

## 資料來源
1. ↑  樊忠玉. . 中国天文科普网.   [2016-04-01]. （原始内容存档于2014-09-17）.
2. 1 2  Fred Espenak. . NASA Eclipse Web Site.   [2016-04-01]. （原始内容存档于2020-10-25）.（英文）
3. ↑  Fred Espenak. . NASA Eclipse Web Site.   [2016-04-01]. （原始内容存档于2020-10-20）.（英文）
4. ↑  Xavier M. Jubier. .   [2016-04-01]. （原始内容存档于2019-06-09）.（法文）（英文）
5. ↑  Fred Espenak. . NASA Eclipse Web Site.   [2016-04-01]. （原始内容存档于2008-08-29）.（英文）
6. ↑  James Hargreaves. . Journal of the Royal Astronomical Society of Canada: 229–236.   [2016-04-03]. （原始内容存档于2019-06-05）.（英文）
7. ↑  Harry Wendt, Wayne Orchiston, Bruce Slee.  (PDF). Journal of Astronomical History and Heritage. 2008, 11 (1): 71–78  [2016-04-02]. ISSN 1440-2807. （原始内容存档 (PDF)于2019-06-24）.（英文）
8. ↑  Fred Espenak. . NASA Eclipse Web Site.（英文）

## 外部連結
- NASA日食專頁（页面存档备份，存于）（英文）
- 可見區域圖和時間統計：由弗雷德·埃斯佩纳克做出的日食預報，NASA/GSFC
  - Google互動地圖呈現的日食範圍
  - 貝塞爾元素
- Google地圖顯示的日全食和日偏食範圍（页面存档备份，存于）（法文）（英文）

| \| \| 日食 \|                              |                              |                                            |
| 上一次日食： 1946年11月23日日食 （日偏食） | 1947年5月20日日食 （日全食） | 下一次日食： 1947年11月12日日食 （日環食） |
| 上一次日全食： 1945年7月9日日食            | 1947年5月20日日食 （日全食） | 下一次日全食： 1948年11月1日日食           |
|                                            | 日食                         |                                            |